# Interamerikanischer Gerichtshof für Menschenrechte

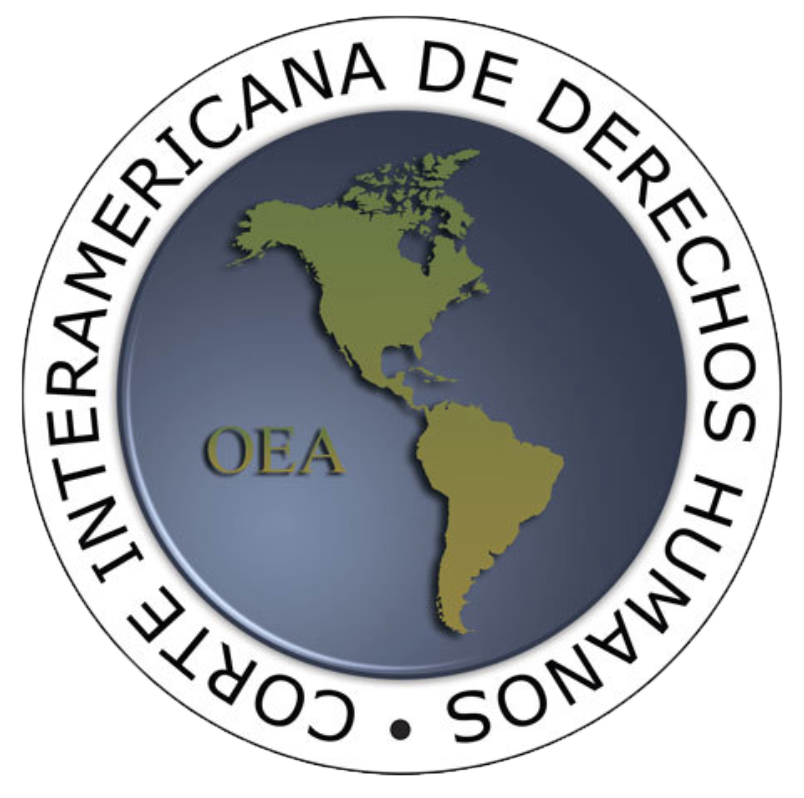
Logo des Interamerikanischen Gerichtshofs für Menschenrechte

Der Interamerikanische Gerichtshof für Menschenrechte (Abkürzung IAGMR, englisch Inter-American Court of Human Rights, kurz IACHR, auch IACtHR; spanisch: CIDH) ist ein internationales Gericht mit Sitz in San José, Costa Rica, das 1979 auf Grundlage der Amerikanischen Menschenrechtskonvention (AMRK) gegründet wurde. Gemeinsam mit der Interamerikanischen Kommission für Menschenrechte hat er die Aufgabe, die völkerrechtlichen Bestimmungen zum Schutz der Menschenrechte in den Ländern der Organisation Amerikanischer Staaten (OAS) durchzusetzen. Da die USA, Kanada und auch viele Karibikanrainerstaaten die AMRK nicht ratifiziert haben, wird das Interamerikanische System für Menschenrechte, das aus der Konvention und dem Gerichtshof besteht, auch als lateinamerikanisches System bezeichnet.

## Beratende Funktion
Der Gerichtshof untersucht und beantwortet Anfragen, die von OAS-Organen oder -Mitgliedsstaaten bezüglich der Interpretation der Menschenrechtskonvention oder anderer, die Menschenrechte betreffenden Institutionen, gestellt werden. Er ist auch befugt, Ratschläge zu innerstaatlichen Gesetzen und Gesetzesentwürfen zu geben und zu untersuchen, ob sie im Einklang mit der Amerikanischen Menschenrechtskonvention stehen. Anfragen dieser Art gehen vergleichsweise selten ein, bis einschließlich 2016 waren es 22 Anfragen.

## Schiedsgerichtsfunktion

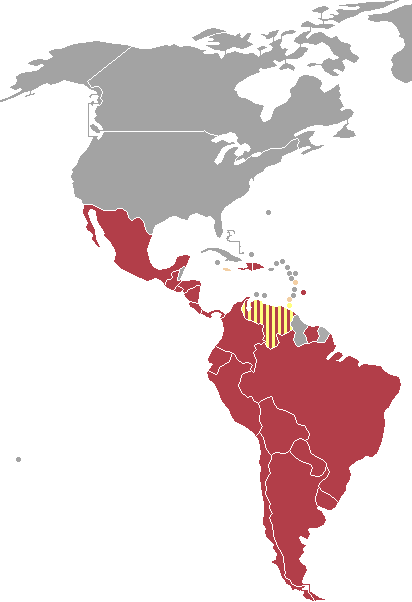
Mitgliedsstaaten des IAGMR (2018)

Wenn ein Staat, der die AMRK ratifiziert  hat, einer diesbezüglichen Verletzung angeklagt wird, muss der Gerichtshof entscheiden.
Die Staaten, die die AMRK ratifiziert haben, unterliegen nicht automatisch der streitigen Gerichtsbarkeit des Gerichtshofs, sondern erst durch eine gesonderte Anerkennung. Von den 24 AMRK-Mitgliedern haben dies 21 getan. Es fehlen Dominica, Grenada und Jamaika. Zurzeit haben lediglich Argentinien, Bolivien, Kolumbien, Costa Rica, Chile, Ecuador, El Salvador, Guatemala, Haiti, Honduras, Nicaragua, Panama, Paraguay, Peru, Suriname, Uruguay und Venezuela zugestimmt, sich allen Entscheidungen des Gerichtshofs zu unterwerfen. Die anderen Staaten müssen zu jedem (sie betreffenden) Urteil einzeln zustimmen.
Das Verfahren wird zunächst durch eine schriftliche Eingabe, die die Fakten des Falls, dessen Opfer, die Beweise und Zeugen benennt, eröffnet. Danach wird der Fall (falls er akzeptiert wird) im Beisitz von 5 Richtern verhandelt. Gegen die Urteile kann kein Einspruch erhoben werden (es gibt allerdings eine 90-tägige Frist für ein „Ersuchen um Interpretation“).

## Zusammensetzung
Wie in Kapitel VIII der Konvention festgehalten, besteht der Gerichtshof aus sieben Richtern „der höchsten moralischen Autorität“ aus den Mitgliedsstaaten der OAS. Sie werden von der Generalversammlung der OAS für eine sechsjährige Periode gewählt und können einmal wiedergewählt werden, wobei kein Staat zwei Staatsbürger zugleich im Gerichtshof haben kann.
Ein angeklagter Staat ohne „eigenen“ Richter kann verlangen, dass einer seiner Staatsbürger als Ad-hoc-Richter seinen Fall mitverhandelt.

### Richter

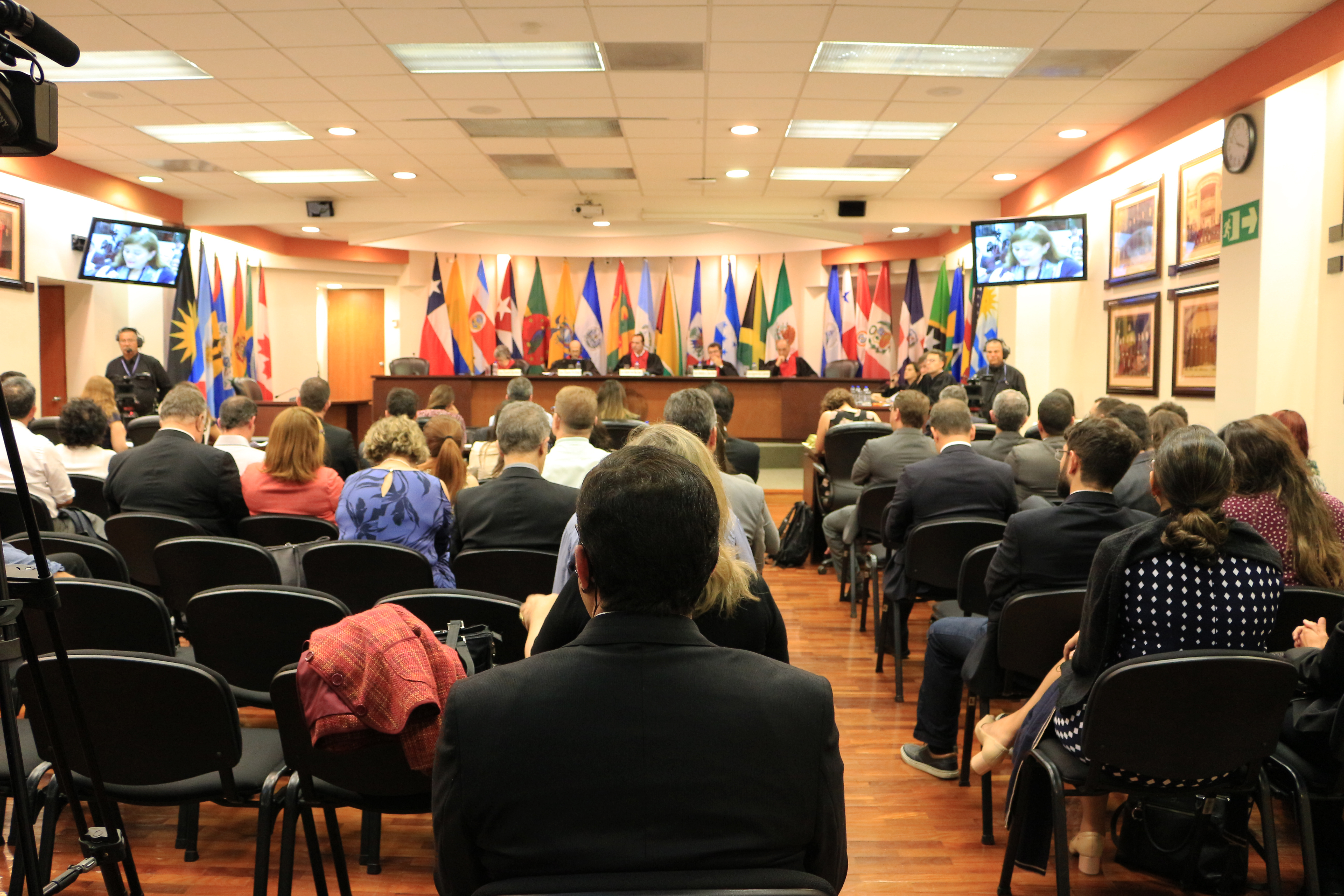
Sitzungssaal des IAGMR (2017)

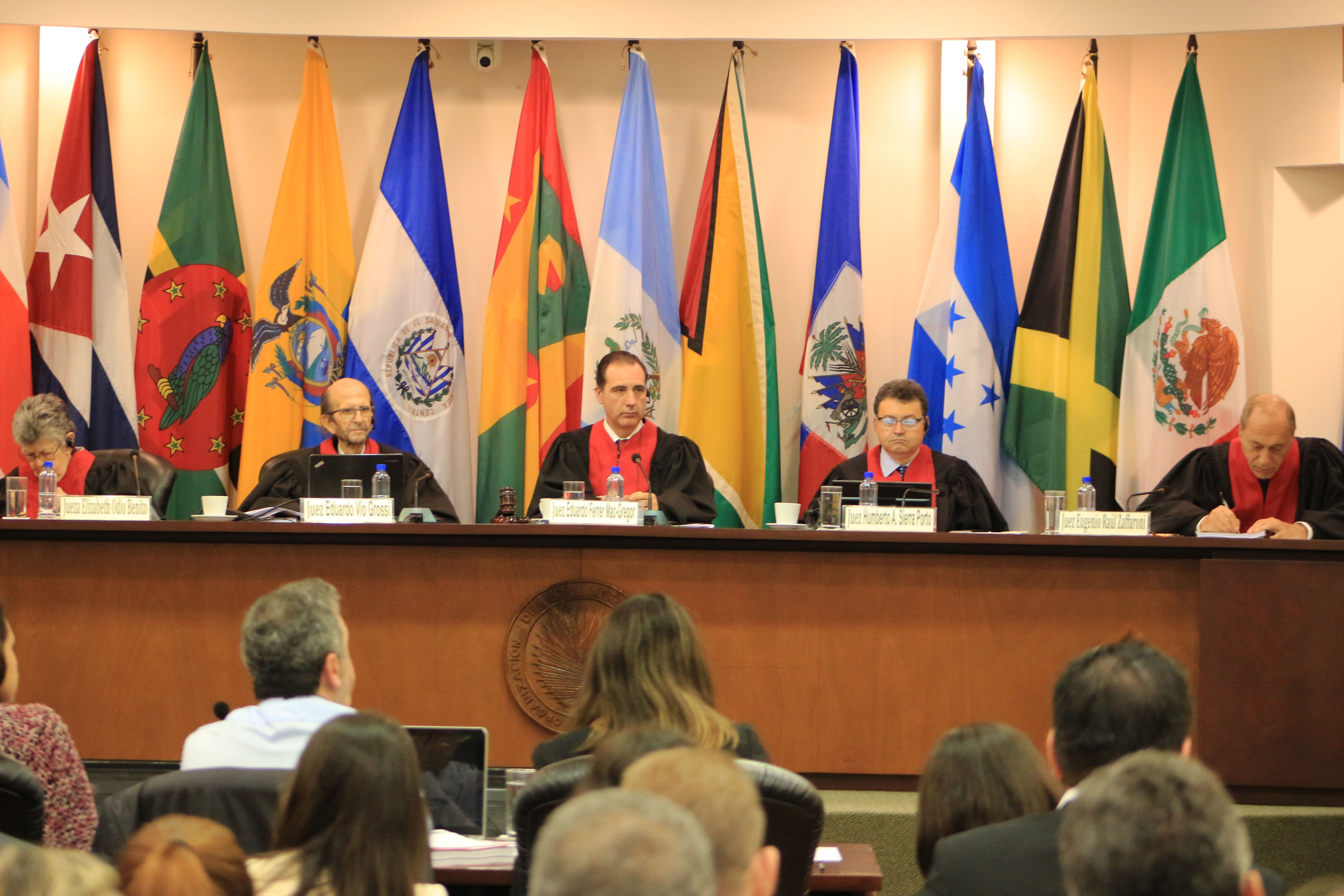
Richter des IAGMR bei einer öffentlichen Sitzung (2017)

Der Gerichtshof hatte bzw. hat folgende Richter (Stand 2024):
| Position      | Name                               | Herkunftsland | Amtszeit |
| ------------- | ---------------------------------- | ------------- | -------- |
| Präsidentin   | Nancy Hernández López              | Costa Rica    | 2022–    |
| Vizepräsident | Rodrigo de Bittencourt Mudrovitsch | Brasilien     | 2022–    |
| Richter       | Eduardo Ferrer Mac-Gregor Poisot   | Mexiko        | 2013–    |
| Richter       | Humberto Sierra Porto              | Kolumbien     | 2013–    |
| Richter       | Ricardo Pérez Manrique             | Uruguay       | 2019–    |
| Richterin     | Patricia Pérez Goldberg            | Chile         | 2022–    |
| Richterin     | Verónica Gómez                     | Argentinien   | 2022–    |

### Frühere Richter
| Jahr      | Herkunftsland           | Richter                          | Präsidentschaft      |
| --------- | ----------------------- | -------------------------------- | -------------------- |
| 1979–1981 | Kolumbien               | César Ordóñez                    |                      |
| 1979–1985 | Venezuela               | Máximo Cisneros Sánchez          |                      |
| 1979–1985 | Jamaika                 | Huntley Eugene Munroe            |                      |
| 1979–1985 | Honduras                | Carlos Roberto Reina             | 1981–1983            |
| 1979–1989 | Costa Rica              | Rodolfo E. Piza Escalante        | 1979–1981            |
| 1979–1989 | Venezuela               | Pedro Nikken                     | 1983–1985            |
| 1979–1991 | Vereinigte Staaten      | Thomas Buergenthal               | 1985–1987            |
| 1981–1994 | Kolumbien               | Rafael Nieto Navia               | 1987–1989, 1993–1994 |
| 1985–1989 | Honduras                | Jorge R. Hernández Alcerro       |                      |
| 1985–1990 | Uruguay                 | Héctor Gros Espiell              | 1989–1990            |
| 1985–1997 | Mexiko                  | Héctor Fix-Zamudio               | 1990–1993, 1994–1997 |
| 1989–1991 | Honduras                | Policarpo Callejas               |                      |
| 1989–1991 | Venezuela               | Orlando Tovar Tamayo             |                      |
| 1989–1994 | Costa Rica              | Sonia Picado Sotela              |                      |
| 1990–1991 | Argentinien             | Julio A. Barberis                |                      |
| 1991–1994 | Venezuela               | Asdrúbal Aguiar Aranguren        |                      |
| 1991–1997 | Nicaragua               | Alejandro Montiel Argüello       |                      |
| 1991–2003 | Chile                   | Máximo Pacheco Gómez             |                      |
| 1991–2003 | Ecuador                 | Hernán Salgado Pesantes          | 1997–1999            |
| 1998–2003 | Kolumbien               | Carlos Vicente de Roux-Rengifo   |                      |
| 1995–2006 | Barbados                | Oliver H. Jackman                |                      |
| 1995–2006 | Venezuela               | Alirio Abreu Burelli             |                      |
| 1995–2006 | Brasilien               | Antônio Augusto Cançado Trindade | 1999–2003            |
| 2001–2003 | Argentinien             | Ricardo Gil Lavedra              |                      |
| 2004–2009 | Mexiko                  | Sergio García Ramírez            | 2004–2007            |
| 2004–2009 | Chile                   | Cecilia Medina Quiroga           | 2008–2009            |
| 2004–2015 | Costa Rica              | Manuel Ventura Robles            |                      |
| 2004–2015 | Peru                    | Diego García-Sayán               | 2010–2013            |
| 2007–2012 | Jamaika                 | Margarette May Macaulay          |                      |
| 2007–2012 | Dominikanische Republik | Rhadys Abreu Blondet             |                      |
| 2007–2012 | Argentinien             | Leonardo A. Franco               |                      |
| 2010–2015 | Uruguay                 | Alberto Pérez Pérez              |                      |
| 2010–2021 | Chile                   | Eduardo Vio Grossi               |                      |
| 2013–2018 | Brasilien               | Roberto de Figueiredo Caldas     | 2016–2017            |
| 2016–2021 | Costa Rica              | Elizabeth Odio Benito            | 2020–2022            |
| 2016–2021 | Argentinien             | Eugenio Raúl Zaffaroni           |                      |
| 2016–2021 | Ecuador                 | Patricio Pazmiño Freire          |                      |

## Bisherige Rechtsprechung
Der erste behandelte Fall in der Geschichte des Gerichtshofs war die Entscheidung Asunto de Viviana Gallardo y otras. Bisher wurden vom Gerichtshof 336 streitige Fälle entschieden (Stand: August 2017). Die Themenschwerpunkte waren Justizgrundrechte sowie Verstöße gegen die Interamerikanische Antifolterkonvention. In 113 der 120 ersten entschiedenen Fälle wurde, neben anderen Rechtsverletzungen, eine Verletzung der allgemeinen Schutzpflicht aus Art. 11 AMRK (Schutz der Ehre) festgestellt. Außerdem waren Rechtssicherheit, Verbot unmenschlicher und erniedrigender Behandlung, die Achtung des Lebens und die Gedanken- und Meinungsfreiheit häufige Streitpunkte.
Auswahl verhandelter Fälle:
- Barrios Altos Massaker (Peru) (Urteil, PDF; 274 kB)
- Lori Berenson (Peru) (Urteil, PDF; 777 kB)
- Die letzte Versuchung Christi (Chile) (Urteil, PDF; 495 kB)
- Gemeinschaft von Moiwana (Surinam) (Urteil, PDF; 801 kB)
- Myrna Mack Chang (Guatemala) (Urteil, PDF; 1,2 MB)
- Plan von Sánchez Massaker (Guatemala) (Urteil, PDF; 566 kB)
- El Caracazo (Venezuela) (Urteil, PDF; 118 kB)
- La Nación (Costa Rica) (Urteil, PDF; 526 kB)
- Frauenmorde von Ciudad Juárez (Mexiko) (Urteil, PDF)
- Massaker in Dos Erres
- Berufsverbot von Leopoldo López
- 2021: Mord an der Transperson Vicky Hernández in Honduras von 2009[5]; Kläger waren Unterstützergruppen wie die von Indyra Mendoza gegründete Interessengemeinschaft Cattrachas

Obwohl die Urteile des Gerichtshofes bindend sind, hat dieser keine effektiven Durchsetzungsmöglichkeiten, die mit denen der des Europäischen Gerichtshofs für Menschenrechte vergleichbar wären. Einmal im Jahr erstattet der Interamerikanische Gerichtshof für Menschenrechte der Generalversammlung der Organisation Amerikanischer Staaten (OAS) Bericht, inwieweit seine Urteile von den Mitgliedsstaaten vollzogen wurden. Bislang hat die OAS allerdings kaum Druck auf ihre Mitglieder ausgeübt, die Urteile zu vollstrecken.